# Odontocarya klugii
Odontocarya klugii är en tvåhjärtbladig växtart som först beskrevs av Albert Charles Smith, och fick sitt nu gällande namn av Rupert Charles Barneby. Odontocarya klugii ingår i släktet Odontocarya och familjen Menispermaceae. Inga underarter finns listade i Catalogue of Life.